# Heterostilbus marginatus
Heterostilbus marginatus is een keversoort uit de familie glanzende bloemkevers (Phalacridae). De wetenschappelijke naam van de soort werd in 1924 gepubliceerd door George Charles Champion.